# Acanthodesiomorpha problematica
Acanthodesiomorpha problematica är en mossdjursart som beskrevs av Jean-Loup d'Hondt 1981. Acanthodesiomorpha problematica ingår i släktet Acanthodesiomorpha, ordningen Cheilostomatida, klassen Gymnolaemata, fylumet mossdjur och riket djur. Inga underarter finns listade i Catalogue of Life.